# Vlaams Parlement TV
Vlaams Parlement TV is een Vlaamse televisiezender die actualiteitsprogramma's maakt over het Vlaams Parlement.

## Geschiedenis
De zender heette aanvankelijk Actua-TV, dat op initiatief van Ludwig Verduyn is gestart op 8 april 2005 en bracht verslag uit van de parlementaire werkzaamheden in zowel het Vlaams Parlement, de Kamer van volksvertegenwoordigers, de Senaat en het Europees Parlement. Op 10 januari 2018 is de zender veranderd van naam in vlaamsparlement.tv en zenden ze enkel nog uit vanuit het Vlaams Parlement. Dit nadat Actua-TV de opdracht van het Vlaams Parlement voor een parlementaire zender had binnengehaald.
De nieuwszender is 24 uur op 24 te ontvangen in Vlaanderen. Vlaams Parlement TV zendt uit vanuit twee studio's: Studio Vlaams Parlement (gelegen in de gebouwen van het parlement zelf) en Studio 2 in Anderlecht.

## De Koepelzaal
Elke woensdag om 14 u. worden de actuele vragen in de Koepelzaal van het Vlaams Parlement live uitgezonden. Dit zonder onderbrekingen of commentaar.

## Actua-TV
Actua-TV noemde zich de eerste Vlaamse nieuwszender die 24 uur op 24 te ontvangen is in Vlaanderen, al beperkt de zender zich hoofdzakelijk tot politiek nieuws dat in een carrousel (lus) wordt uitgezonden. Actua-TV bracht aanvankelijk meestal rechtstreekse verslagen vanuit het parlement of de partijbureaus en zond veel interviews uit. Ook de plenaire vergaderingen van het Vlaams Parlement werden rechtstreeks en integraal uitgezonden, meestal op woensdagnamiddag. Actua-TV had twee studio's: de Wetstraatstudio en Studio 2 in Gent. Sinds 2009 presenteerde Marlène de Wouters de programma's Ontroerend Goed en Marlène @ Home.

### Actua-Talent
Vanaf 2006 organiseerde Actua-TV jaarlijks Actua-Talent, een wedstrijd voor jonge, beloftevolle tv-journalisten. De tien beste journalistieke eindwerken van vier Vlaamse hogescholen (Erasmushogeschool Brussel, Katholieke Hogeschool Mechelen, Hogeschool West-Vlaanderen en de Hogeschool voor Wetenschap en Kunst NARAFI) werden voorgelegd aan een jury van politici met een journalistieke achtergrond.

## Ontvangst
Vlaams Parlement TV is te ontvangen via digitale televisie van Telenet (kanaal 42 in Vlaanderen en kanaal 142 in Brussel), via Proximus TV (kanaal 175 in Vlaanderen en Brussel) of Orange (kanaal 80).

## Tijdlijn
Geschiedenis van de Vlaamse televisie